# آکانکشا پوری
آکانکشا پوری (به انگلیسی: Akanksha Puri) (زاده ۲۶ اوت ۱۹۸۸) بازیگر هندی است.
از کارهای معروف او می‌توان به بازی در فیلم‌های الکس پاندیان، خداوند را ستایش کنید، دختران تقویم و اکشن اشاره کرد.